# 时事纪事

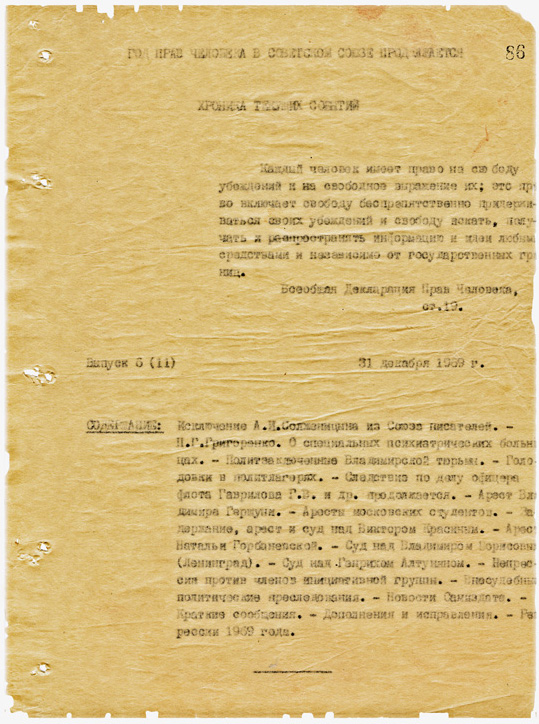
时事纪事的一页

时事纪事（俄语：Хро́ника теку́щих собы́тий）后斯大林时代苏联地下刊物，作为非官方通讯，时事纪事通报了苏联政府侵犯公民权利和司法程序的行径以及苏联公民的反应。该刊物于1968年4月首次出现，很快成为苏联国内外人权运动的主要声音。